# Station Udenhout
Station Udenhout is een voormalig station aan de spoorlijn Tilburg - Nijmegen en ligt tussen de huidige stations Tilburg en 's-Hertogenbosch. Het station van Udenhout werd geopend op 4 juni 1881 en op 14 mei 1950 gesloten. Het stationsgebouw is in 1965 gesloopt.